# Langues takiques
Les langues takiques sont une branche des langues uto-aztèques parlée en Californie.

## Répartition géographique
Les langues takiques sont toutes parlées dans le Sud de la Californie. Les recherches archélogiques ont permis de supposer que les ancêtres des Takiques y sont établis depuis 3 500 ans (Moratto 1984). La répartition géographique actuelle des peuples takiques remonterait à 5 siècles (Grenda 1997).

## Classification
Les langues takiques sont un des principaux sous-groupes de l'uto-aztèque du Nord.

## Liste des langues
les langues takiques sont réparties en deux sous-groupes, :
- Langues takiques
  - Langues serran-gabrielino
    - Kitanemuk
    - Serrano
    - Gabrielino-fernandeño
    - Nicoleño
    - Tataviam

  - Langues cupanes
    - Cahuilla
    - Cupeño
    - Luiseño
    - Juaneño

Parmi ces langues, le nicoleño et le tataviam qui sont éteints, ne sont connus que par quelques mots. Leur inclusion parmi les langues takiques reste donc hypothétique même si elle est probable.